# Aksa
Aksa (oroszul: Акша) falu Oroszország ázsiai részén, a Bajkálontúli határterületen, az Aksai járás székhelye.

## Elhelyezkedése
Az Aksa (az Onon mellékfolyója) torkolatánál, Csitától országúton 269 km-re délre, a Transzszibériai vasútvonal Daraszun vasútállomásától 203 km-re helyezkedik el. 

## Története
Az európai országrészből érkezett parasztok alapították 1750-ben. 1756-ban kozák cölöpvára épült. A dekabristák közül többen itt éltek egy ideig száműzetésben az 1830-as és 1840-es években. 
A település 1924-ben ujezd székhelye, 1926-ban járási székhely lett.

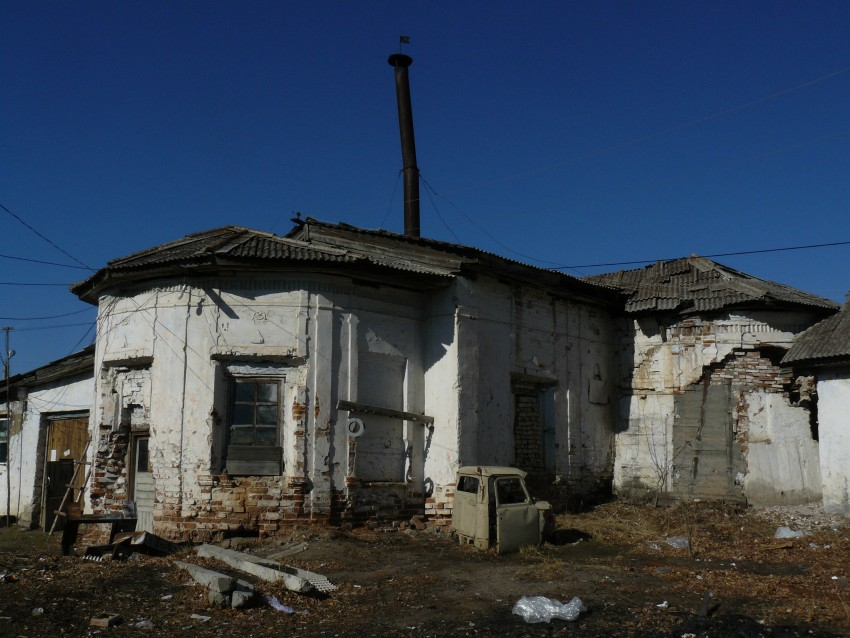
A Szent Miklós-templom romjai a településen

## Népessége
- 2002-ben 4129 fő[1]
- 2010-ben 3941 fő volt.[2]